# Борски управни округ
Борски управни округ се налази у североисточној Србији и постоји под садашњим именом од фебруара 2006. године (пре тога се звао Борски округ по Уредби Владе од 29. јануара 1992).
Седиште округа је Бор, познат по свом историјском и културном наслеђу.
Начелник Борског управног округа је Мр Владимир Станковић.

## Географски положај
Борски округ се налази у источној Србији. Природну границу округа на северу чини Ђердапско језеро, на истоку реке Дунав и Тимок, а на западу Карпатске планине Шомрда, Хомољске планине, Црни врх и Кучај.
Границе округа су следеће:
- На југу - Зајечарски округ
- На југозападу - Поморавски округ
- На западу - Браничевски округ
- На северу и истоку - Мехединци, Румунија
- На југоистоку - Видинска област, Бугарска

## Територијална организација
Борски управни округ чини један град и три општине:
| Грб                                   | Општина/град | Седиште   | Површина () | Становништво (2022) | Број насеља |
| ------------------------------------- | ------------ | --------- | ----------- | ------------------- | ----------- |
|                                       | Бор          | Бор       | 856         | 40.845              | 14          |
|                                       | Неготин      | Неготин   | 1.090       | 28.261              | 39          |
|                                       | Кладово      | Кладово   | 629         | 17.435              | 23          |
|                                       | Мајданпек    | Мајданпек | 932         | 14.559              | 14          |
| Извор: Републички завод за статистику |              |           |             |                     |             |

## Култура
У околини Бора налазе се: Дворац кнеза Александра из 1856. године, грађен у духу романтизма и Конак кнеза Милоша (смештен у Брестовачкој Бањи, настао у 19. веку). Бор је познат као средиште највећег рудника бакра у Европи, чија експлоатација је почела 1904. године, али су га, према пронађеним документима, користили још у давним античким временима.
На простору Борског управног округа налази се и највећи национални парк у Србији - Национални парк Ђердап, унутар кога се налази веома значајно археолошко налазиште Лепенски Вир. Поред Ђердапа, за светску културну баштину предложене су и Неготинске пивнице.
Овај простор источне Србије познат је и по свом римском наслеђу. Недалеко од Кладова налазе се остаци Трајановог моста, који је хиљаду година важио за највећи мост на свету, као и остаци римске тврђаве Диана, док се недалеко од Неготина налазе остаци римске царске палате.

## Начелници Борског управног округа
Тренутни начелник Борског управног округа је Владимир Станковић који је вршилац те дужности од 2018. године. Претходни начелници Борског управног округа били су:
- Недељко Магдалиновић (1992)
- Цолић Јован (1992-1993)
- Миливоје Илић (1993-2001)
- Зорица Ђерић Стојчић (2001-2007)
- Синиша Пуљецовић (2007-2014)
- Мирослав Кнежевић (2014-2018)

## Демографија
| Демографија | Демографија | Демографија |
| Година      | Становника  | Становника  |
| ----------- | ----------- | ----------- |
| 1948.       | 144.049     |             |
| 1953.       | 151.973     |             |
| 1961.       | 160.096     |             |
| 1971.       | 175.848     |             |
| 1981.       | 180.463     |             |
| 1991.       | 178.718     |             |
| 2002.       | 146.551     |             |
| 2011.       | 124.992     |             |
| 2022.       | 101.100     |             |

### Попис 2011.
Према попису из 2011. године Борски округ је имао 124.992 становника од којих су 105.213 (84,18%) били пунолетни, а просечна старост је износила 44,7 година. Било је 61.096 мушкараца (48,88%) и 63.896 жена (51,12%). Укупан број домаћинстава износио је 45.970, а просечан број чланова по домаћинству је био 2,7. Најбројнија етничка група били су Срби (77,8%), а од мањина највише је било Влаха (10,65%) и Рома (1,8%). Процењени број становника за 2019. годину био је 111.152 становника.
| Етнички састав према попису из 2011.‍ | Етнички састав према попису из 2011.‍ | Етнички састав према попису из 2011.‍ | Етнички састав према попису из 2011.‍ | Етнички састав према попису из 2011.‍ |
| ------------------------------------ | ------------------------------------ | ------------------------------------ | ------------------------------------ | ------------------------------------ |
|                                      |                                      |                                      |                                      |                                      |
| Срби                                 | Срби                                 |                                      | 97.239                               | 77,80%                               |
| Власи                                | Власи                                |                                      | 13.313                               | 10,65%                               |
| Роми                                 | Роми                                 |                                      | 2.244                                | 1,80%                                |
| Румуни                               | Румуни                               |                                      | 791                                  | 0,63%                                |
| Македонци                            | Македонци                            |                                      | 600                                  | 0,48%                                |
| остали                               | остали                               |                                      | 10.802                               | 8,64%                                |

### Попис 2022.
Према последњем попису становништва из 2022. у Борском управном округу живело је 101.100 становника што је за 19,11% мање у односу на попис из 2011. године. Етничку већину чине Срби, а од мањина издвајају се Власи, Роми и Румуни.
| Етнички састав према попису из 2022.‍ | Етнички састав према попису из 2022.‍ | Етнички састав према попису из 2022.‍ | Етнички састав према попису из 2022.‍ | Етнички састав према попису из 2022.‍ |
| ------------------------------------ | ------------------------------------ | ------------------------------------ | ------------------------------------ | ------------------------------------ |
|                                      |                                      |                                      |                                      |                                      |
| Срби                                 | Срби                                 |                                      | 77.956                               | 77,11%                               |
| Власи                                | Власи                                |                                      | 8.190                                | 8,10%                                |
| Роми                                 | Роми                                 |                                      | 1.805                                | 1,79%                                |
| Румуни                               | Румуни                               |                                      | 683                                  | 0,68%                                |
| Македонци                            | Македонци                            |                                      | 302                                  | 0,30%                                |
| Југословени                          | Југословени                          |                                      | 192                                  | 0,19%                                |
| Бугари                               | Бугари                               |                                      | 155                                  | 0,15%                                |
| Црногорци                            | Црногорци                            |                                      | 154                                  | 0,15%                                |
| Албанци                              | Албанци                              |                                      | 103                                  | 0,10%                                |
| Хрвати                               | Хрвати                               |                                      | 96                                   | 0,09%                                |
| Муслимани                            | Муслимани                            |                                      | 61                                   | 0,06%                                |
| Словенци                             | Словенци                             |                                      | 49                                   | 0,05%                                |
| Остали                               | Остали                               |                                      | 619                                  | 0,61%                                |
| Регионално                           | Регионално                           |                                      | 38                                   | 0,04%                                |
| Неизјашњени                          | Неизјашњени                          |                                      | 2.907                                | 2,88%                                |
| Непознато                            | Непознато                            |                                      | 7.790                                | 7,71%                                |

### Религија
Највећи број становника Борског округа је православне вероисповести. Према попису из 2011. 112.084 (89,67%) становника се изјаснило као православци, а од осталих верских група могу се издвојити муслимани (у Бору) и католици.
Борски округ се целом површином налази на територији Епархије тимочке чије је седиште у Зајечару. Од укупно 7 архијерејских намесништва Епархије тимочке, три се налазе на територији Борског округа:
- Архијерејско намесништво борско-поречко (обухвата град Бор и општину Мајданпек)
- Архијерејско намесништво кључко (обухвата општину Кладово)
- Архијерејско намесништво неготинско (обухвата општину Неготин)

Манастири Епархије тимочке на територији Борског округа су Короглаш, Вратна, Манастирица и Буково.

## Галерија
- Насеља Борског округа
- Етничка карта (попис 2011)
- Етничка карта (попис 2002)